# 肥野竜也
肥野 竜也（ひの たつや、Tatsuya Hino、1979年6月9日 - ）は日本の俳優、ファッションモデルである。長野県駒ヶ根市出身。イデア所属（かつてはテンカラットに所属していた）。

## 人物
高校からテニスに打ち込み、日本ランキングにも名前が載った。現役引退後、24歳でモデルデビュー。
2014年1月1日、モデルのEMIとの結婚を発表。同年8月18日に女児誕生。
2017年3月12日放送、BSフジ「芸能人スピードゴルフ王決定戦！」に出場。わずかながら山本潤に差をつけ優勝を飾った。

## 出演

### 雑誌
- EVEN（枻出版社）専属表紙モデル（2010年5月号〜毎号）
- Gainer（光文社）

### 映画
- キャラウェイ プロローグ（2007年4月7日、モブキャスト）
- 少林少女（2008年4月26日、東宝）
- 横道世之介（2013年2月23日、ショウゲート）勝彦 役

### テレビドラマ
- 夜王 〜YAOH〜 最終話（2006年3月24日、TBS）
- CAとお呼びっ! 第5話（2006年8月2日、日本テレビ）
- 仮面ライダーカブト 第33話・第34話（2006年9月17日・24日、テレビ朝日）シャドウ 役
- ブラッディ・マンデイ Season2（2010年1月23日 - 3月20日、TBS）魔弾の射手・ビースト 役
- ハンマーセッション!（2010年7月10日 - 9月18日、TBS）服部雄一郎 役
- トッカン 特別国税徴収官 第2話（2012年7月11日、日本テレビ）
- MONSTERS（2012年10月21日 - 12月9日、TBS）藤崎純一 役
- 激流〜私を憶えていますか?〜 第1回 - 第3回・最終回（2013年6月25日 - 7月9日・8月13日、NHK総合）伊東史生 役
- ハードナッツ! 〜数学girlの恋する事件簿〜（2013年10月20日 - 12月8日、NHK BSプレミアム / 2014年6月24日 - 8月12日、NHK総合）吉倉 役
- 不機嫌な果実 最終話（2016年6月10日、テレビ朝日）

### 配信ドラマ
- 最後の片思い（2011年2月21日 - 3月6日、BS-TBS・バナナ・リパブリック）村川亮 役

### バラエティ
- ゴルフの真髄（テレビ東京）ゲスト出演
- 3時は!ららら♪（信越放送）「美男（イケメン）道場　ひの塾」コーナー

### ウェブテレビ
- The NIGHT（2017年6月7日、AbemaTV）